# Закаспийское обозрение
Закаспийское обозрение — ежедневная торгово-промышленная, политическо-общественная и литературная газета, выходившая в Асхабаде с 1895 по 1913 год, с приложениями на русском и персидском языках. Издатель-редактор К. М. Фёдоров.
В отличие от либерального «Асхабада» (издававшегося капитаном артиллерии в отставке З. Д. Джавровым и часто бывшего не в ладах с цензурой), «Закаспийское обозрение» считалась полуофициозной, и в ней печатались все официальные приказы и казённые объявления, составлявшие самую доходную статью её бюджета.